# 스톱 AAPI 헤이트
스톱 AAPI 헤이트(영어: Stop AAPI Hate)는 미국의 단체이다. 아시아계 미국인 및 퍼시픽 아일랜더 (AAPI)에 대한 차별, 증오, 외국인 혐오 사건을 추적하는 스톱 AAPI 헤이트 리포팅 센터(Stop AAPI Hate Reporting Center)를 운영하는 비영리 사회 단체이다. 이 단체은 미국의 코로나19 범유행으로 인해 아시아인에 대한 폭력이 증가함에 따라 2020년에 설립되었다.

## 역사
스톱 AAPI 헤이트는 아시아 태평양 정책 및 계획 위원회(A3PCON), 중국 CAA(Chinese for Affirmative Action), 미국 샌프란시스코 주립 대학교의 아시아 미국 연구부(AAS)의 3개 그룹으로 구성된 컨소시엄에 의해 설립되었다. 이 컨소시엄은 2020년 1월에 COVID-19 전염병이 아시아계 미국인들에게 미치는 영향에 대한 대응으로, 특히 인종적인 폭력 사건에 대한 뉴스를 통해 활동을 시작했다. 이 그룹은 데이터를 수집하고 일반 대중과 다른 지지 그룹에 이러한 데이터를 제공하기 위해 근본적인 접근 방식을 취한다.
이 단체는 캘리포니아에서 발생한 사건에 초점을 맞추기 시작했다. 그들의 연구원들은 처음에 2020년 1월 말부터 2020년 2월 말까지 외국인 혐오증과 COVID-19에 대한 뉴스를 분석한 바 있다. 그 후 이 단체는 캘리포니아 주지사와 주 법무장관실에 접근하여 국가 기관들이 증가하는 차별 위협에 대응할 것을 요청했다. 주지사 등이 인종차별을 규탄했지만 신고센터를 구성하지는 않았다. 스톱 AAPI 헤이트는 스톱 AAPI 헤이트 리포팅 센터라 불리는 비정부 커뮤니티 기반 리포트 시스템을 형성하였다.

## 같이 보기
- Black Lives Matter